# Trifluormethylphenylpiperazin
Trifluormethylphenylpiperazin (TFMPP) ist eine organische, heterocyclische Verbindung. TFMPP ist ein Derivat des Piperazins. Wegen seiner psychoaktiven Wirkung taucht(e) es als Inhaltsstoff von Partydrogen auf.

## Verwendung
Es tauchte auf als MDMA-Ersatz- bzw. Zusatzstoff in Ecstasy-Tabletten, insbesondere auch in Kombination mit Benzylpiperazin (BZP, A2). Weitere Piperazin-Derivate wurden als Inhaltsstoffe in Partydrogen gefunden, wie Methylendioxybenzylpiperazin (MDBP), meta-Chlorphenylpiperazin (mCPP) oder MeOPP.  TFMPP ist weder in der chemischen Synthese, noch für industrielle Anwendungen von Bedeutung.

## Pharmakologie
TFMPP bindet agonistisch an Serotonin-5-HT2C- und 5-HT1B-Rezeptoren. Es bewirkt  darüber hinaus eine relevante Ausschüttung von Serotoninreserven aus den Vesikeln.
TFMPP könnte geeignet sein, die Therapie des Alkoholismus zu unterstützen: es zeigt im Tierversuch einen hemmenden Einfluss auf die Resorption von Alkohol.
Eine Ähnlichkeit des pharmakodynamischen Wirkprofils besteht mit Fenfluramin, das in Deutschland nicht mehr erhältlich ist.

## Rechtsstatus
In den USA veranlasste das Auftauchen von TFMPP in Partydrogen die Drug Enforcement Administration (DEA) im Jahr 2002, den Stoff vorsorglich in die Klasse I (Schedule I, hohes Potenzial an Missbrauch, kein nachgewiesener medizinischer Nutzen, illegal) aufzunehmen. Da sich aber das Missbrauchspotential als eher niedrig erwies, wurde im April 2004 das Verbot wieder aufgehoben. In der EU wird der Handel mit TFMPP – soweit möglich – behördlicherseits kritisch beobachtet, in Dänemark wurde er bereits verboten.
- Schweiz: TFMPP wird mit Inkrafttreten der revidierten Betäubungsmittelverordnung von Swissmedic[7] per 1. Dezember 2010 dem Betäubungsmittelgesetz[8] unterstellt und somit ab diesem Zeitpunkt illegal. Einfuhr, Besitz, Vertrieb etc. werden nach dem Betäubungsmittelgesetz geahndet.

## Stoffwechsel und Nachweis

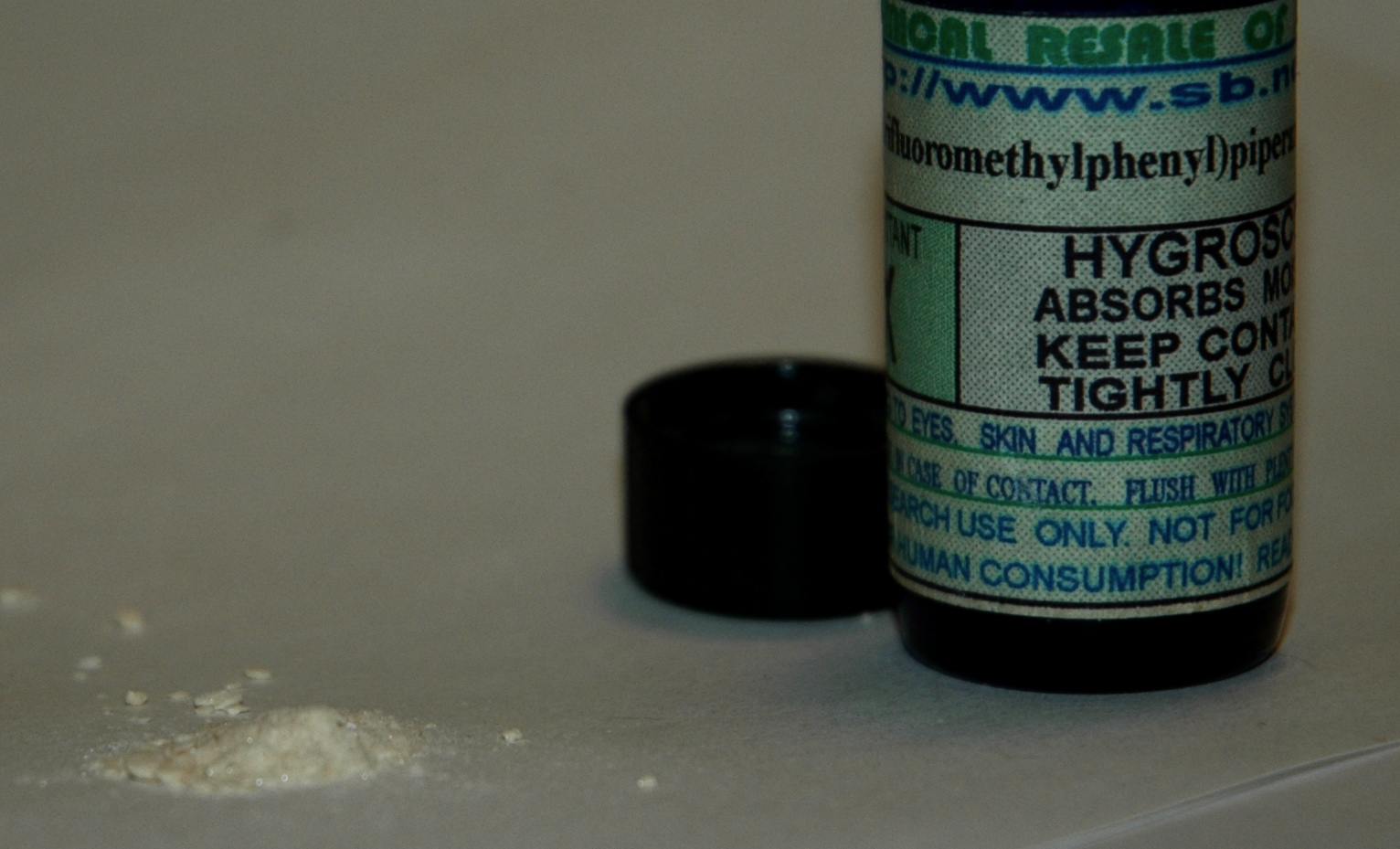
TFMPP (vorliegend als Salz)

Eine chemische Nachweisreaktion für TFMPP gibt es nicht, bislang sind auch keine immunologischen Methoden entwickelt worden. Der Nachweis ist daher nur mit Hilfe chromatographischer Methoden wie HPLC, HPLC-MS oder GC-MS möglich. Der Metabolismus von TFMPP ist seit 2003 bekannt. Es kommt zur Hydroxylierung des Aromaten und daneben zur Zersetzung des Piperazinrings durch Desalkylierung an beiden Stickstoffatomen, und schließlich zur N-Hydroxylierung.